# І будуть люди (телесеріал)
«І будуть люди» — український драматичний серіал-епопея телеканалу СТБ, екранізація однойменного роману Анатолія Дімарова. Серіал створений студією Film.UA за підтримки Міністерства культури та інформаційної політики України. Режисером проєкту став Аркадій Непиталюк. Серіал складається з 12-ти серій, які виходили в ефір з 14 до 19 вересня 2020 року. Кожна серія присвячена окремому персонажу.

## Сюжет
Серіал побудований у формі саги і через призму життя звичайних людей показує життя українського села першої половини ХХ століття: Перша світова війна, революція, програш УНР у радянсько-українській війні, остаточний прихід радянської влади.

### 1 серія
Українське село, 1901 рік, Полтавщина. Багатий літній селянин Свирид Івасюта одружується з молодою дівчиною з бідної родини, Олену, без весілля, і везе її до себе на хутір.
Їх зустрічає син Свирида, Оксен та найманий робітник Василь Ганжа. Через велику різницю у віці Олена нічого не відчуває до Свирида і зраджує йому з Василем. Через рік народжує дитину від Василя. Пізніше вони навіть намагаються втекти з хутора, але Свирид наздоганяє їх, б'є Василя і сильно калічить йому руку коли той уже був непритомний, а потім відвозить Олену додому і отримавши від неї визнання, що дитина не його, в гніві вбиває її.
Потім повертається Ганжа, що прийшов до тями, і підпалює дах хати Івасют ліхтарем. На ранок прибуває поліція та заарештовує обох. Свирид і Ганжа опиняються в засланні, а Оксен залишається жити один з дитиною.
У 1916 Свирид пішки повертається додому і дізнається, що його син завів свою сім'ю і бачить дочку Олени, Олесю, дуже схожу на матір. На той час російські солдати відступаючи з фронтів Першої Світової війни грабують хати на своєму шляху і при спробі вбити Свирида гинуть самі і серйозно ранять його. Старий перед смертю дає синові настанову "жити так, щоб нікому не кланятися окрім Бога".

### 2 серія
Весна 1917 року, з полтавської духовної семінарії додому до Тарасівки приїжджає донька священика Тетяна Світлична та знайомиться із сином місцевого доктора Олегом Мирославським з яким у неї зав'язується роман. Поки у світі йде війна, Україна в тилу живе своїм повсякденним життям. Батько Олега доносить до селян звістку що Українська Центральна Рада ухвалила Третій Універсал, який ознаменував собою здобуття УНР автономії, але його промову перериває священик, батько Тетяни.
Після Жовтневого перевороту більшовики з Росії вдираються на українські землі. радянсько-українська війна в розпалі. Брат Тані, Федір Світличний незважаючи на те, що батько захворів на туберкульоз, залишив сім'ю і приєднався до більшовиків, які благають лікаря Мирославського допомогти пораненому червоногвардійцю, а потім вбивають його. Олег вирішує помститися радянській владі за смерть батька і посварившись із Танею стає воїном УНР. Тетяна за велінням батьків виходить за Оксена Івасюту і разом із Олесею виховує його двох синів.

### 3 серія
Після встановлення радянського окупаційного режиму до Тарасівки із заслання повертається Василь Ганжа та стає новим сільським головою, його активно підтримує місцевий більшовик Максим Тверхохліб. Підрозділи Червоної армії, які прибули в село, проводять розстріли куркулів (всіх у кого вдома є хоча б три курки). Боротьбу проти більшовицького терору очолює Микола Гайдук і втративши свою землю підпалює будівлю сільради та партизанить зі своїми поплічниками в степах.

### 4 серія
На боротьбу з "бандитами" прибувають співробітники ОГПУ з Росії і після низки невдалих спроб перемогти опір Гайдука відступають.

### 5 серія
До Тарасівки за наказом комісара прибуває Федір Світличний, і лише завдяки йому та зусиллям місцевих більшовиків вдається перемогти "банду" Гайдука, після чого Микола, щоб уникнути полону та катувань, чинить самогубство. Живими з партизанів залишається лише Михайло Гайдук, який на прохання батька сховався і втік на захід України, який на той момент перебувала у складі Польщі.

### 6 серія
У Ганжі зав'язується роман із місцевою селянкою Мартою, Олеся втікає з Федором Світличним до Полтави, а Тетяна Івасюта народжує дитину

### 7 серія
Пологи у Тетяни приймає лікар, який виявився Олегом Мирославським, який щоб уникнути репресій, змінив прізвище. Вони знову починають бачитися. Після чого Таня дізнається, що Олег при поразці армії УНР у 1920 році був лікарем в українському штабі і коли до них привезли більшовика що вмирав від поранення, Олег підібрав його документи і уникнув розстрілу червоними лише видавши себе за нього.

### 8 серія
Ганжа свариться з Мартою, після чого у село із західної України приїжджає Михайло Гайдук, який став членом ОУН і готовий помститися комуністам не лише за смерть батька, а й за поневолення його рідної країни.

### 9 серія
Максим Твердохліб, який змінив ім'я на Володимир, на честь Леніна, звинувачує Тетяну Івасюту в контрреволюції, але незважаючи на скандал їй все ж таки дозволяють вчити дітей в одній з хат обладнаних під школу. Оксен знаходить листи Олега, дізнається що Тетяна йому зраджувала, і вона тікає. Олег сам залишився без дружини, яка дізнавшись про Таню пішла від нього, і з огляду на своє минуле також втік з села.

### 10 серія
Олег переховується в Білорусі, але отримавши листа від хворої на рак легенів колишньої дружини повертається на Полтавщину і отримує від неї визнання, що та знищила деякі листи Тані, вони пробачають один одного і та спокійно помирає. Тим часом багатьох мешканців Тарасівки, серед яких Марта і Оксен розкуркулюють, і відвозять до Сибіру, а двоє синів Оксена втікають із дому та їх життєві шляхи розходяться.

### 11 серія
У роки масових репресій та колективізації місцевий єврей Григорій Гінзбург незважаючи на свій тихий характер пише лист Сталіну, після перехоплення та звинувачення в контрреволюції чинить самогубство, а Василь Ганжа, що заступився за нього, сам стає жертвою репресій.

### 12 серія
Часи Голодомору-геноциду, 1932-1933 роки. Сільським головою стає Володимир Твердохліб що не вміє навіть писати і потішається над рідним селом вмираючим від штучного голоду, та навіть занесеним на Чорну дошку.
Ганжа потрапляє в той самий табір ГУЛАГу, що і Оксен і нарешті мириться з ним.
Олег, Таня та її дочка подолавши блокпост, на запрошення Федора Світличного, їдуть жити до Полтави, а Твердохліб у Тарасівці гине від руки Михайла Івасюти що обіцяє помститись за Україну.

## У ролях

### Головні ролі
- Остап Дзядек — Оксен Івасюта
- Акмал Гурєзов — Василь Ганжа
- Олена Борозенець — Тетяна Світлична
- Катерина Григоренко — Олена/Олеся Івасюта
- Віктор Жданов — Свирид Івасюта
- Костянтин Темляк — Олег Мирославський
- Віталій Ажнов — Максим (Володька) Твердохліб
- Олександр Піскунов — Федір Світличний
- Олександр Мавріц — Михайло Гайдук
- Макар Тихомиров — Микола Гайдук
- Аліна Костюкова — Ольга Ковальчук
- Ігор Колтовський — Гінзбург

### У другорядних ролях
- Анна Тамбова — Марта
- Роман Халаїмов — Семен Ляндер
- Олег Щербина — Іван Івасюта
- Дем'ян Шиян — Іван Івасюта (8-12 років)
- Андрій Сторожик — Олексій Івасюта
- Кирило Черняков — Олексій Івасюта (8 років)
- Олександр Щиманський — Дід Хлипавка
- Марія Свіжінська — Гайдук Марфа Гаврилівна/Гайдучиха
- Андрій Петрук — Петро Гайдук
- Євген Лацік — Отець Віталій
- Наталія Мазур — Зіна
- Анатолій Тихомиров — батько Тетяни
- Наталія Корпан — мама Тетяни
- Олег Цьона — Отець Діодорій
- Марина Кошкіна — Віронька
- Марія Бруні — Наталя
- Олег Стефан — Яків
- Марічка Штирбулова — Маруся
- Олег Мосійчук — Анатолій Мирославський
- Лідія Семесюк — Варвара
- Борис Савенко — Гриць
- Дмитро Олійник — Нещерет
- Олег Каціон — Суслов
- Дмитро Хом'як — моряк-голова сільради

## Виробництво

### Превиробництво
Розробка проєкту серіалу розпочалася у 2015 році, коли у креативної продюсерки Film.UA Олесі Лук'яненко зародилася ідея екранізувати І будуть люди, і Film.UA розпочало процес придбання прав на екранізацію у вдови Дімарова Євдокії Дімарової. Угоду про екранізацію роману із вдовою Дімарова вдалося підписати у 2015 році. Адаптацію роману у кіносценарій почали робити у 2016 році. За словами сценаристки серіалу Тетяни Щегельської, найбільша проблема в адаптації роману у кіносценарій полягала в тому, що роман містить багато описів, а телесеріал слід будувати на діалогах: «щось доводилося додавати, щось віднімати, щось взагалі вигадувати». Для сценарію серіалу творці використовували повну нецензуровану версію роману І будуть люди, що вийшла у 2006 році; так режисер Аркадій Непиталюк зазначав, що хоча «у виданнях 60-х — 70-х років роман [і] було порізано, [однак] Дімаров перевидав цей твір на початку 2000-х [і] це вже була розширена версія, [куди] увійшли ті епізоди, які були до цього цензуровані. Саме на цей варіант опиралися сценаристи».

#### Підбір акторів
Добирали акторів не за медійними образами. Було важливо, щоб актори за психотипом збігалися із персонажами. За словами Аркадія Непиталюка, деякі образи, втілені на екрані, відрізняються від книжних чи сценарних.
«Наприклад, Оксен у сценарії описаний як кремезний молодик, а ми дібрали Остапа Дзядека, м'яко кажучи, некремезного. Ми передивилися багато кремезних акторів, вони дуже гарно грали, але збігу з персонажем не було — я не бачив у них сина багатого господаря. А в Остапа це спрацювало. Він сам із галицького села і я одразу це відчув: він знає, що таке робота на землі, аграрні ритми, сільський побут».

### Кошторис
У вересні 2018 року кінопроєкт з тодішньою назвою І будуть люди став одним із переможців першого патріотичного добору Мінкульту. Загальний кошторис телесеріалу склав ₴64,8 млн, а держава профінансувала ₴32,4 млн (50 %).

### Зйомка
Зйомка серіалу стартувало у вересні 2019 року. Зйомки серіалу завершилося у січні 2020 року.

#### Локації
Задля них біля села Барахти на Київщині навмисне було збудоване унікальне поселення — хутір Івасют, до якого навіть довелося прокласти дорогу.
Сцени бойових дій знімалися в березовому гаю між селами Зелений Бір та Крушинка.
Багато сцен зняли у музеях Пирогові та Переяславі. «Ми розуміли, що нам нікуди не дітися від музейности. Ми намагалися позбутися етнографічного лубка. Але подекуди він пролазить, особливо у сценах на вулиці, адже там ми нічого змінити не могли», — пояснював Аркадій Непиталюк. При цьому в Пирогово художники-постановники серіалу до деяких хат, згідно з автентичною технологією, добудовували клуню, ґанок чи стайню.

#### Динаміка і стилістика
Аркадій Непиталюк підкреслює, що навмисне обрав для цього фільму повільний плин сюжету та приглушені барви:
«Я не вважав можливим робити тотальну сучасну динаміку в цій історії, бо простір села цього не вимагає. Він настільки статичний і в чомусь віковічний, що будь-які активні рухи людей на цих ландшафтах є незвичайними. Я свідомо налаштовував усю команду, щоб ми знімали „по-старому“. У чомусь ми опиралися на американські серіали про давні часи, у чомусь — на стилістику радянських серіалів, наприклад, „Вічний поклик“. Зображення ми обробляли під стару фотокартку.
Це стосувалося й акторської гри. Деякі фахівці ставили питання: чому актори грають не по-сучасному? Ми навмисне їх робили традиційними, бо відображати таку історію хотілося ніби на старому телебаченні».

#### Костюми
Художники працювали з фасонами, із фактурами, намагалися шити з автентичних матеріалів. Наприклад, бідняки вбрані в одяг із кропиви. У деяких моментах образи причепурювали, не наслідуючи моди на депресивну картинку. Наприклад, видозмінювали жіночі зачіски й манеру носіння очіпка. Жінки в реальності на початку ХХ століття носили очіпки так, щоб волосся не спадало на очі, тому насували їх практично на лоба. Для фільму очіпки було вирішено кріпити трохи вище.

## Музика
Композитором серіалу виступив Morphom й саме він створив саундтрек до серіалу. 20 жовтня 2020 він видав Original Music Score телесеріалу з 15 музичних композицій на всіх популярних музичних платформах (Spotify, Apple Music, Amazon Music, Youtube Music, Deezer, та Tidal).
| Список композицій | Список композицій         | Список композицій | Список композицій |
| #                 | Назва                     | Автор музики      | Тривалість        |
| ----------------- | ------------------------- | ----------------- | ----------------- |
| 1.                | «Іду на війну»            | Роман Черенов     | 2:04              |
| 2.                | «Благородний, повчальний» | Роман Черенов     | 1:35              |
| 3.                | «Важкі часи»              | Роман Черенов     | 0:38              |
| 4.                | «Варенички»               | Роман Черенов     | 2:31              |
| 5.                | «Ганжа благородний»       | Роман Черенов     | 1:00              |
| 6.                | «Комедійна тема»          | Роман Черенов     | 2:12              |
| 7.                | «Любов Ньюмана»           | Роман Черенов     | 1:27              |
| 8.                | «Любов, головна»          | Роман Черенов     | 1:20              |
| 9.                | «Любов, епічна»           | Роман Черенов     | 1:14              |
| 10.               | «Любов, мажор»            | Роман Черенов     | 1:01              |
| 11.               | «Напруження»              | Роман Черенов     | 1:56              |
| 12.               | «Небезпека»               | Роман Черенов     | 3:36              |
| 13.               | «Оксен Ганжа»             | Роман Черенов     | 1:52              |
| 14.               | «Порізала пальчик»        | Роман Черенов     | 1:02              |
| 15.               | «Трагедія»                | Роман Черенов     | 1:44              |

Пісні до серіалу, Zozulja та Zapizno, які стали головними лейтмотивами серіалу, створили німецько-український фолк-джаз гурт LELEKA. Пісні Zozulja та Zapizno є варіаціями на тему української народної пісні Летіла зозуля. 16 жовтня 2020 гурт LELEKA видав Original Music Soundtrack телесеріалу з 2 пісень на всіх популярних музичних платформах (Spotify, Apple Music, Amazon Music, Youtube Music, Deezer, та Tidal).
| Список пісень | Список пісень | Список пісень | Список пісень | Список пісень |
| #             | Назва         | Автор слів    | Автор музики  | Тривалість    |
| ------------- | ------------- | ------------- | ------------- | ------------- |
| 1.            | «Zozulja»     | LELÉKA        | LELÉKA        | 2:50          |
| 2.            | «Zapizno»     | LELÉKA        | LELÉKA        | 2:42          |

## Реліз

### Маркетинг
1 липня 2020 року вийшов перший тизер проєкту.
10 серпня у соцмережах стартував цикл «Наша історія», що складається з дев'яти роликів у яких актори серіалу розповідають про своїх героїв, їхні долі та погляди, а також про себе та сучасну Україну.
26 серпня Film.UA представили офіційні трейлер та постер серіалу.
3 вересня 2020 року стартував загальноукраїнський флешмоб #ібудутьлюди!, коли творці історичного серіалу-саги І будуть люди закликали користувачів соцмереж ділитися родинними спогадами та фотографіями під ґраткою #ібудутьлюди!

### Реліз на телебаченні
Планувалося, що серіал виходитиме на телеканалі СТБ впродовж трьох тижнів з понеділка по четвер, починаючи з 14 вересня 2020 року. Проте зрештою канал вирішив показувати по дві серії на день без перерви, таким чином серіал йшов щодня з 14 до 19 вересня 2020 року. 21 вересня 2020 року творці виклали всі 12 серій серіалу у вільний доступ на ютубівському каналі Film.ua.

## Сприйняття

### Телерейтинги
Рейтинг телетрансляцій склав 4,79-5,45 %, що було нижче у порівнянні з показом розширеної версії серіалу «Спіймати Кайдаша», який виходив о цій порі до саги «І будуть люди». В ютубі перша серія першого сезону зібрала разом на каналі Film.ua та СТБ більш як 1.0 млн переглядів. Загалом на ютубі 12 серій за перші три дні разом на каналі Film.ua та СТБ сукупно зібрали 1,7 млн переглядів, а за перші два тижні — 3,2 млн переглядів.

### Відгуки кінокритиків
Театральний- та кінокритик видання glavcom.ua Олег Вергеліс дуже високо оцінив саундтрек серіалу й особливо похвалив використання як головну пісньо-тему серіалу українську народну пісню Летіла зозуля. Вергеліс також високо оцінив операторську роботу в ІБЛ, заначивши що «операторська робота в „Людях“ заслуговує найвищих балів — є відчуття простору і відчуття замкнутості певного простору, окремі кадри нагадують старовинні листівки, а інші кадри — великі живописні полотна чи майстерні пейзажі». Окрім того Вергеліс похвалив гру головних акторів — Віктора Жданова, Віталія Ажнова, Акмала Гурезова, та Наталки Корпан, зазначивши, що «під час перегляду подекуди складається враження, що камера оператора буквально закохана в обличчя Жданова та Ажнова, передаючи усі відтінки характерів героїв та неоднозначність цих персонажів давніх часів».
Оглядачка видання Цензор.нет, історикиня Ольга Скороход відзначила чудову роботу художника-постановника і коректне відтворення українського села початку 20-х років XX століття. На її думку, «І будуть люди» нічим не поступаються сучасним польським та чеським серіалам, але багатьом глядачам адекватно сприймати його заважає матриця російських серіалів, якими раніше українське телебачення було заповнене. Також, за її словами, «І будуть люди» чи не вперше в художній формі точно відтворює технологію Голодомору.
Оглядачка газети День Юлія Довгайчук відзначила соціальну важливість проєкту, адже серіал прагнули подивитися навіть на окупованій території. За її словами, книги про окупацію читають не всі, а телебачення дає змогу широкій авдиторії побачити деяких типових персонажів.
Оглядач видання Yabl Богдан Панкрухін розкритикував серіал за штучність подій і декорацій, підсумувавши, що: «„І будуть люди“ — не найжахливіший з усіх українських продуктів останніх років, хоча дуже шкода часу, нереалізованого потенціалу та невиправданих очікувань».
Письменник та кінокритик видання Детектор медіа Андрій Кокотюха відзначив у своїй рецензії, що закиди про штучність і театральність серіалу знецінюють роботу і театральної, і кінематографічної спільноти. На його думку, сценаристи, режисер та актори чудово впоралися з головним завданням: зробити так, аби глядач повірив в історію. Окремою заслугою серіалу Кокотюха відзначив той факт, що в ньому більшовиків прямо називають окупантами України.
Критикиня видання Zbruch Роксана Харчук підкреслила психологізм серіалу, однак зазначила, що для більшого успіху серіалу і донесення історичної правди сценаристам варто було глибше переробити літературну першооснову Анатолія Дімарова. Харчук особливо відзначила «костюми й інтер'єри, шляхетні кольори, приглушені тони, які підкреслюють естетику українського села й української душі», а також розмірений темп розгортання сюжету.

## Російське багатоголосе закадрове озвучення
Російською мовою серіал озвучено студією «Так Треба Продакшн» на замовлення телеканалу «FilmUADrama» у 2022 році. Ролі озвучували: Владислав Пупков, Дмитро Терещук, Кирило Татарченко і Наталя Поліщук.

## Цікаво знати
Цей серіал тепер побачать у світі. Усі 12 епізодів серіал вже можна подивитися із англійськими субтитрами в онлайн-кінотеатрі Amazon Prime у Великій Британії та США.
23 березня 2023 року серіал зʼявився на стрімінговій платформі Netflix.